# Siruvania dimorpha
Siruvania dimorpha är en insektsart som beskrevs av Henry, G.M. 1940. Siruvania dimorpha ingår i släktet Siruvania och familjen gräshoppor. Inga underarter finns listade i Catalogue of Life.